# Coudray (Mayenne)
Coudray és un municipi francès situat al departament de Mayenne i a la regió de País del Loira. L'any 2007 tenia 784 habitants.

## Demografia

### Població
El 2007 la població de fet de Coudray era de 784 persones. Hi havia 272 famílies de les quals 40 eren unipersonals (12 homes vivint sols i 28 dones vivint soles), 68 parelles sense fills, 140 parelles amb fills i 24 famílies monoparentals amb fills.
La població ha evolucionat segons el següent gràfic:
Habitants censats

### Habitatges
El 2007 hi havia 280 habitatges, 269 eren l'habitatge principal de la família, 6 eren segones residències i 5 estaven desocupats. 276 eren cases i 2 eren apartaments. Dels 269 habitatges principals, 192 estaven ocupats pels seus propietaris, 76 estaven llogats i ocupats pels llogaters i 1 estava cedit a títol gratuït; 6 tenien dues cambres, 33 en tenien tres, 65 en tenien quatre i 165 en tenien cinc o més. 236 habitatges disposaven pel capbaix d'una plaça de pàrquing. A 119 habitatges hi havia un automòbil i a 143 n'hi havia dos o més.

### Piràmide de població
La piràmide de població per edats i sexe el 2009 era:
| Homes | Edats   | Dones |
| ----- | ------- | ----- |
| 0     | 95 o +  | 0     |
| 0     | 90 a 94 | 0     |
| 0     | 85 a 89 | 0     |
| 4     | 80 a 84 | 0     |
| 0     | 75 a 79 | 8     |
| 8     | 70 a 74 | 8     |
| 12    | 65 a 69 | 12    |
| 12    | 60 a 64 | 16    |
| 4     | 55 a 59 | 8     |
| 20    | 50 a 54 | 20    |
| 8     | 45 a 49 | 12    |
| 28    | 40 a 44 | 24    |
| 52    | 35 a 39 | 40    |
| 24    | 30 a 34 | 36    |
| 16    | 25 a 29 | 24    |
| 16    | 20 a 24 | 4     |
| 4     | 15 a 19 | 32    |
| 28    | 10 a 14 | 52    |
| 52    | 5 a 9   | 28    |
| 48    | 0 a 4   | 16    |

## Economia
El 2007 la població en edat de treballar era de 494 persones, 393 eren actives i 101 eren inactives. De les 393 persones actives 375 estaven ocupades (204 homes i 171 dones) i 18 estaven aturades (5 homes i 13 dones). De les 101 persones inactives 32 estaven jubilades, 43 estaven estudiant i 26 estaven classificades com a «altres inactius».

### Ingressos
El 2009 a Coudray hi havia 283 unitats fiscals que integraven 859 persones, la mediana anual d'ingressos fiscals per persona era de 15.012 €.

### Activitats econòmiques
Dels 21 establiments que hi havia el 2007, 1 era d'una empresa alimentària, 3 d'empreses de fabricació d'altres productes industrials, 5 d'empreses de construcció, 4 d'empreses de comerç i reparació d'automòbils, 2 d'empreses d'hostatgeria i restauració, 1 d'una empresa financera, 1 d'una empresa immobiliària, 1 d'una empresa de serveis i 3 d'empreses classificades com a «altres activitats de serveis».
Dels 10 establiments de servei als particulars que hi havia el 2009, 2 eren tallers de reparació d'automòbils i de material agrícola, 1 guixaire pintor, 2 lampisteries, 2 electricistes, 2 perruqueries i 1 restaurant.
L'únic establiment comercial que hi havia el 2009 era una fleca.
L'any 2000 a Coudray hi havia 31 explotacions agrícoles que ocupaven un total de 1.312 hectàrees.

## Equipaments sanitaris i escolars
El 2009 hi havia una escola elemental.

## Poblacions properes
El següent diagrama mostra les poblacions més properes.